# Аул Хирције
Аул Хирције (лат. Aulus Hirtius, око 90. п.н.е-43. п. н. е.) био је римски историчар, војсковођа и државник. Истакао се у Мутинском рату, на страни Сената против Марка Антонија.

## Биографија

### Војсковођа
Као један од Цезарових блиских сарадника, учествовао је у освајању Галије. После Цезарове смрти (44. п. н. е.), придружио се противницима Марка Антонија и 43. п. н. е. постао конзул. Уз помоћ младог Октавијана Августа, Цезаровог наследника, победио је Антонија 25. априла 43. п. н. е. код Мутине (Модена), али је погинуо у бици. Његова војска, састављена већином од Цезарових ветерана, одмах је прешла Октавијану, што је довело до пада Републике и увођења Другог тријумвирата.

### Писац
Цезаровим Коментарима додао је осму књигу Галског рата и, вероватно, историју александријског рата, у којима не показује много војног искуства. Претпоставља се да су историју афричког и шпанског рата, на његов захтев и под његовим именом, написали неки учесници тих ратова.